# 海南尖喙蛇
海南尖喙蛇（学名：Gonyosoma hainanense），一种于中华人民共和国海南岛吊罗山地区发现的爬行动物，隶属于游蛇科树栖锦蛇属。

## 鉴别特征
海南尖喙蛇具有长而尖的吻端，覆盖着小而光滑的鳞片；成年体长（SVL）652～927毫米。背鳞轻微起棱，19-19-15(13)行；腹鳞和尾下鳞具有明显的侧棱（棱角）；腹鳞216-221枚；尾下鳞122-135枚，成对；肛鳞二分；眶前鳞1枚；眶后鳞2枚；上唇鳞9/9，第4-6枚入眶；下唇鳞10-12，首5枚与首对颔片相接；颞鳞2+2+3，少数2+3+3；成体无黑眉；2枚颊鳞纵向排列。

## 保护
本种于2023年被收录入《有重要生态、科学、社会价值的陆生野生动物名录》。